# آژاکس (سوفوکل)

آماده‌سازی آژاکس برای خودکشی

آژاکس (به یونانی: Αίας) از نخستین نمایشنامه‌های تا به امروز باقی ماندهٔ سوفوکل، تراژدی‌نویس شهیر یونانی است که در سدهٔ پنجم پیش از میلاد نوشته شده و به سرنوشت آژاکس، جنگجوی یونانی می‌پردازد.
از تاریخ نخستین اجرای این نمایش اطلاع دقیقی در دست نیست و چنین انگاشته می‌شود که باید در ۴۴۴ پیش از میلاد بوده باشد ولی این احتمال نیز در نظر گرفته می‌شود که چند سال زودتر یا دیرتر بوده باشد.

## خلاصه داستان
آژاکس دومین جنگجوی توانا پس از آشیل است اما منلوس و آگاممنون برای تحقیر او جوشن آشیل را به اودیسئوس می‌دهند. آژاکس از این بی‌احترامی آنها خشمگین شده و سوگند یاد می‌کند تا از فرماندهان یونانی و اودیسئوس انتقام بگیرد. ایزدبانو آتنا بر آژاکس ظاهر شده و او را چنان طلسم می‌نماید که گله‌ای گوسفند را همچون یونانیان دیده و برای گرفتن انتقامش شروع به کشتن آنها می‌کند. پس از آنکه به خود می‌آید درمی‌یابد که چه کار ابلهانه‌ای انجام داده و دچار شرم بسیار می‌شود. همسرش تکمسا، از او می‌خواهد تا به خاطر او و فرزندش در خانه بماند و آنها را تنها نگذارد. آژاکس تظاهر به قبول حرف همسرش می‌نماید اما می‌گوید که برای تطهیر خود باید از خانه خارج شده و شمشیری را که هکتور به او داده به خاک سپارد. آژاکس می‌رود و شمشیر را در حالیکه تیغه‌اش رو به بیرون قرار دارد در خاک کرده و با انداختن خود بر روی آن خودکشی می‌نماید. تئوسر، برادر آژاکس می‌خواهد که او را به خاک بسپارد. ملنوس و آگاممنون با این کار مخالفت می‌نمایند اما اودیسه دخالت کرده و سرانجام او را به خاک می‌سپارند.

## شخصیت‌های نمایشنامه
- آتنا (ایزدبانوی نگهبان آتن)
- اودیسئوس
- آژاکس
- گروه کُر سالامیس
- تکمسا (همسر آژاکس)
- تئوسر (برادر ناتنی آژاکس)
- منلوس
- آگاممنون
- Eurysaces (پسر آژاکس)
- پیک